# Dominik Kopeć
Dominik Kopeć (né le 5 mars 1995) est un athlète polonais, spécialiste des épreuves de sprint.

## Biographie
En 2022, lors des Championnats d'Europe de Munich, il remporte la médaille de bronze du relais 4 × 100 m en compagnie de ses compatriotes Adrian Brzeziński, Przemysław Słowikowski et Patryk Wykrota. L'équipe de Pologne établit à cette occasion un nouveau record de Pologne en 38 s 15.

## Palmarès
| Date | Compétition           | Lieu   | Épreuve | Résultat  | Temps   |
| ---- | --------------------- | ------ | ------- | --------- | ------- |
| 2022 | Championnats d'Europe | Munich | 3e      | 4 × 100 m | 38 s 15 |

## Records
| Épreuve | Performance | Lieu     | Date         |
| ------- | ----------- | -------- | ------------ |
| 100 m   | 10 s 20     | Suwałki  | 10 juin 2022 |
| 200 m   | 20 s 59     | Szczecin | 15 août 2018 |